# Хипостаза
Хипостаза е гръцка дума със значение „поставяне под“.
В изследването на религиозните феномени се говори за хипостази на даден бог, което означава подстатуси. Представата за бог винаги е сложна конструкция, в която бога има различни аспекти, характеристики и проявления. Това са неговите хипостази.
Традиционно се смята, че траките вярвали в много богове. Но продължителната изследователска работа и откритите нови данни (писмени и епиграфски извори, както и разчитането на изобразителния код в много художествени паметници) все повече оформят мнението, че в тракийските вярвания основно място заемат две начала – мъжкото и женското, представени от бога баща и богинята майка. Известните имена на различни божества, приписвани на траките, достигнали до нас предимно чрез чужди извори – гръцки и римски, всъщност са аспекти (хипостази) на тези две многофункционални начала.